# 马泰奥·曾纳罗
马泰奥·曾纳罗（義大利語：Matteo Zennaro，1976年4月30日—），意大利前男子击剑运动员。他曾代表意大利参加2000年夏季奥林匹克运动会击剑比赛，结果获得男子团体花剑铜牌。